# Ulee Gle (Tanah Jambo Aye)
Ulee Gle is een bestuurslaag in het regentschap Aceh Utara van de provincie Atjeh, Indonesië. Ulee Gle telt 999 inwoners (volkstelling 2010).